# Jenson Salvart
Jenson Salvart, ou Jeanson Salvart, est un maître-d'œuvre français, nommé maître maçon de la cathédrale de Rouen en 1398, mort à Rouen en 1447.

## Biographie
Probablement pas originaire de Normandie, il est réputé pour son travail. Il fait son apprentissage sous Jean de Bayeux, maître-d'œuvre de la cathédrale de Rouen. Le 13 mars 1398, Jenson Salvart lui succède. Il poursuit le travail sur la façade occidentale avec la réalisation d'une série d’arcatures remplies de statues. Il remplace également les fenêtres hautes de la cathédrale afin d’y apporter davantage de lumière. Il réalise aussi la librairie des chanoines, complètement reprise plus tard par Guillaume Pontifs.
En 1410, il devient responsable des travaux menés au château de Tancarville. Après la prise d'Harfleur par les Anglais, il est chargé en 1417 de créer une défense pour le port d'Honfleur. En 1419, Henri V, roi d'Angleterre, lui confie la construction d'un nouveau château royal à Rouen. À une date inconnue, il devient maître-d'œuvre de la ville de Rouen.
En 1427, impliqué dans la conjuration de Ricart Mittes avec Alexandre de Berneval, il est envoyé en prison. Condamné à mort puis gracié juste avant son exécution, il perd la totalité de ses biens dont sa maison, dans la paroisse Saint-Lô.
Le 21 septembre 1447, Colin Duval, maçon, succède à Jenson Salvart comme « maistre et juré des œuvres de massonnerie » de la ville de Rouen